# ヒメシロネ
ヒメシロネ（姫白根、学名：Lycopus maackianus ）は、シソ科シロネ属の多年草。

## 特徴
根茎から白色の細い地下茎が出て、節には多数のひげ根が生じる。茎は地下茎から直立し、4角形で、高さは30-70cmになる。枝分かれする場合がある。葉は対生し、ほとんど葉柄が無く、葉身は披針形から広披針形で、長さ4-8cm、幅5-15mmになり、上部のものはしだいに小さくなる。葉先は鋭くとがり、基部は円形または心臓形になり、縁には鋭い鋸歯がある。葉の質は厚く光沢がある。
花期は8-10月。上部の各葉腋に小型の花を密につける。萼は長さ約4mmになり、中ほどまで5裂し、裂片は3角状披針形で先は刺状に鋭くとがる。花冠は白色で、長さ約5mm、筒部が短い唇形で、上唇は直立して先は浅くへこみ、下唇が3裂して平らに開く。雄蕊は2個あり、花柱とともに花冠から長く突き抜け、花柱の先は2裂する。果実は4個の分果で、分果の長さは1.5mmになる。

## 分布と生育環境
日本では、北海道、本州、四国、九州に分布し、山間の湿地に生育する。世界では、朝鮮半島、中国東北部、シベリア東部に分布する。

## 和名の由来
姫白根の意味で、本種より大型のシロネ（白根、Lycopus lucidus ）が、地下茎が白いのでシロネといい、シロネより小型であるため、ヒメシロネという。

## ギャラリー
- 花冠は小型の唇形。